# 가와나카촌 (야마구치현)
가와나카촌(川中村)은 야마구치현 도요우라군에 설치되었던 촌이다. 현재의 시모노세키시에 해당한다.